# The World’s 50 Best Restaurants
The World’s 50 Best Restaurants ist eine Liste, die seit 2002 – mit Ausnahme des Pandemiejahres 2020 – jährlich im April in London veröffentlicht wird und das Ziel hat, die fünfzig besten Restaurants der Welt zu benennen.

## Organisation
Die Zeitschrift Restaurant Magazine organisiert seit 2002 alljährlich die Herausgabe der Liste. Zu ihrer Erstellung wird die Welt in 26 Regionen unterteilt, für jede sind 40 Fachleute zuständig. Jeder Regionsrat hat einen Vorsitzenden.
Obwohl die Liste „Die 50 besten Restaurants der Welt“ heißt, werden 100 Restaurants aufgeführt.
Seit dem Jahr 2019 dürfen Restaurants, die ein Mal die Liste angeführt haben, nicht mehr wiedergewählt werden.
Im Jahr 2019 umfasst die Liste in ihrer erweiterten Form ausnahmsweise 120 Restaurants. Das ist dem 120-jährigen Geburtstag des Sponsors San Pellegrino geschuldet.

## Platz 1 bis 3 der Jahreslisten
| Jahr | 1. Platz              | 2. Platz                 | 3. Platz              |
| ---- | --------------------- | ------------------------ | --------------------- |
| 2024 | Disfrutar             | Asador Etxebarri         | Table                 |
| 2023 | Restaurant Central    | Disfrutar                | DiverXO               |
| 2022 | Geranium              | Restaurant Central       | Disfrutar             |
| 2021 | Noma                  | Geranium                 | Asador Etxebarri      |
| 2020 | Keine Wertung         | Keine Wertung            | Keine Wertung         |
| 2019 | Mirazur               | Noma                     | Asador Etxebarri      |
| 2018 | Osteria Francescana   | El Celler de Can Roca    | Mirazur               |
| 2017 | Eleven Madison Park   | Osteria Francescana      | El Celler de Can Roca |
| 2016 | Osteria Francescana   | El Celler de Can Roca    | Eleven Madison Park   |
| 2015 | El Celler de Can Roca | Osteria Francescana      | Noma                  |
| 2014 | Noma                  | El Celler de Can Roca    | Osteria Francescana   |
| 2013 | El Celler de Can Roca | Noma                     | Osteria Francescana   |
| 2012 | Noma                  | El Celler de Can Roca    | Mugaritz              |
| 2011 | Noma                  | El Celler de Can Roca    | Mugaritz              |
| 2010 | Noma                  | El Bulli                 | The Fat Duck          |
| 2009 | El Bulli              | The Fat Duck             | Noma                  |
| 2008 | El Bulli              | The Fat Duck             | Pierre Gagnaire       |
| 2007 | El Bulli              | The Fat Duck             | Pierre Gagnaire       |
| 2006 | El Bulli              | The Fat Duck             | Pierre Gagnaire       |
| 2005 | The Fat Duck          | El Bulli                 | The French Laundry    |
| 2004 | The French Laundry    | The Fat Duck             | El Bulli              |
| 2003 | The French Laundry    | El Bulli                 | Le Louis XV           |
| 2002 | El Bulli              | Restaurant Gordon Ramsay | The French Laundry    |

## Rezeption
Ferran Adrià charakterisiert die Preisverleihung als „das große Fest der Weltküche, das mit einem großen Medienecho einhergeht“. Die Liste selbst sei ein Thermometer der heißen Orte, der Menschen, die etwas der Kreativität wegen riskieren.
Mehrere Restaurantkritiker bezeichnen diese Liste als unseriös.